# Damaromyia hirsuta
Damaromyia hirsuta är en tvåvingeart som beskrevs av Hardy 1931. Damaromyia hirsuta ingår i släktet Damaromyia och familjen vapenflugor. Inga underarter finns listade i Catalogue of Life.